# ایکسترفین
ایکسترفین (به هلندی: Eexterveen) یک منطقهٔ مسکونی در هلند است که در آ ان هونزه واقع شده‌است. ایکسترفین ۴۷۱ نفر جمعیت دارد.